# Frankische Oorlog (441-446)
De Frankische Oorlog van 441-446 was een meerjarig militair conflict in de provincies Germania II en Belgica I tijdens het bewind van keizer Valentinianus. Naast het West-Romeinse Rijk waren de twee stamverbanden van de Franken erbij betrokken: de Salische Franken en de Ripuarische Franken. De hoofdrolspelers in dit conflict waren Flavius Aëtius en Chlodio.

### Inval van de Franken

Uitbreiding van het Frankische grondgebied tussen 440 en 446